# Río Caituma
El río Caituma (en inglés: Kaituma River) es un río de la Guayana Esequiba. Es el principal afluente del río Barima. Junto a los ríos Wahanama-paru y Aruca, son los principales tritubarios de la margen izquierda que forma la cuenca del río Barima. El puerto de Caituma se encuentra en las márgenes de este río.